# Laicità e religioni
La laicità è una caratteristica riconosciuta in molti stati moderni e definisce la reciproca indipendenza fra lo stato e i vari culti e religioni; la teologia di molte religioni fornisce una giustificazione del principio di laicità sulla base della fede, spesso con diverse interpretazioni ed una maggiore o minore separazione tra stato e chiesa.

## La laicità nel cristianesimo

### Caratteristiche comuni alle varie confessioni cristiane
Alcune correnti di pensiero cattoliche ascrivono la nascita del concetto di laicità al Cristianesimo, rinvenendo tale principio in una famosa frase di Gesù nel vangelo Vangelo secondo Matteo.
con cui risponde alla domanda se fosse lecito o no pagare le tasse ai Romani che a quel tempo occupavano la Palestina.
La più antica distinzione fra ordine spirituale e ordine temporale viene comunemente ricondotta a san Gelasio I (494 d.C.), nel periodo della caduta dell'Impero Romano.
Tale paternità del concetto di laicità, che contrappone un modello cristiano dualista al monismo storico delle teocrazie islamiche, non è però universalmente condivisa, e viene, invece, talvolta considerata una conquista molto più recente, facendola risalire all'Illuminismo.

Tuttavia, il modello francese della neutralità religiosa, che tentò di relegare la vita dello spirito ad un sentimento individuale confinato nella sfera privata dei singoli individui, ebbe scarso seguito nel contesto europeo, nel quale prevalse il modello classico italiano della distinzione degli ordini e delle attribuzioni fra Chiese e Stato.
Per il cattolico la fede è un fatto pubblico che implica un impegno quotidiano e relazioni con gli altri; relazioni che sono, talvolta, anche "politiche", ossia comportano la ricerca del bene comune di una comunità.
Questa interpretazione della fede può portare molto spesso (come ad esempio in Italia negli ultimi anni) a promuovere leggi  che riflettono norme e dogmi proprie della religione cattolica alle quali dovrebbe sottostare anche chi non è seguace di quella religione, e per questa ragione viene a trovarsi in aperto contrasto con il concetto di laicità che va per la maggiore a livello internazionale.
La Chiesa Cattolica ha sentito quindi l'esigenza di concepire una visione della laicità diversa e più vicina al confessionalismo cristiano.
Ovviamente la Chiesa delle origini viveva immersa nel paganesimo di cui non riconosceva leciti i costumi ma con cui comunque conveniva avere buone relazioni, senza però effettuare compromesso in merito al messaggio cristiano. Anche le varie confessioni cristiane dei nostri giorni hanno modi anche molto differenti tra loro di vivere la propria fede e quindi di rapportarsi da un punto di vista etico con coloro che credenti non sono o che appartengono ad altre confessioni, cristiane e non.
La interpretazione della laicità secondo il cristianesimo nasce da una posizione che negli ultimi anni tutti i teologi cristiani avrebbero concordato a riconoscere (almeno nella forma) affermando che il principio di laicità è necessario per il cristianesimo stesso e trova fondamento nella frase di Gesù:
C'è però da osservare che il Cristianesimo ha subito tante trasformazioni dopo il Concilio di Nicea.
In realtà molti documenti pontifici non hanno mai fornito questa interpretazione.
L'attuale catechismo non dà accezione di laicità (nel senso lato del termine) e di separazione tra stato e chiesa al suddetto precetto evangelico, ma solo il significato di subordinazione dello stato alla chiesa (l'esatto contrario di ciò che il concetto di laicità vorrebbe proporre). 
Leone XIII nella sua enciclica "Au milieu des sollecitudes" scrive : “Quando lo stato ricusa di dare a Dio ciò che è di Dio, ricusa, per necessaria conseguenza, di dare ai cittadini ciò a cui hanno diritto come uomini; giacché, vogliasi o no, i veri diritti dell'uomo nascono precisamente dai suoi doveri verso Dio. Onde segue che lo stato, venendo meno, sotto questo riguardo, al fine principale della sua istituzione, giunge in realtà a rinnegare se stesso e a smentire ciò che forma la ragione stessa  della sua esistenza.”
A conferma di ciò infatti, le prime comunità cristiane fin dall'inizio interpretarono questa frase come il dovere di ogni cristiano di obbedire alla legge dell'impero o autorità del posto in cui vivevano, ma compatibilmente con la Torah, la legge che Dio diede a Mosè nell'Antico Testamento.
Secondo questo principio il cristiano può disobbedire alla legge civile se la ritiene incompatibile con la coscienza cristiana. I calvinisti furono espulsi nel '600 dagli Stati europei non ancora costituzionali perché si riservavano la possibilità di scelta sull'obbedienza alle leggi civili. La libertà di coscienza, se è intesa cristianamente, si trova al di sopra della legge civile che è sottoposta al vaglio della singola coscienza, e la "singola coscienza" del cristiano, intesa come visione etica del mondo, è a sua volta coerente con quella del cristianesimo stesso. Per alcune confessioni (per es. quella cattolica e quella ortodossa) questa visione etica è codificata in leggi scritte, per altre confessioni cristiane (per es. quella protestante) l'interpretazione del singolo è invece prioritaria rispetto a qualsiasi interpretazione "ufficiale" data dalla Chiesa.

### Cattolicesimo
La Chiesa cattolica nasce in una dimensione ecclesiale, ossia comunitaria, strettamente strutturata in modo gerarchico. Non concepisce quindi una religione del singolo in relazione con Dio che sia soltanto "verticale", ma anche "orizzontale", ossia con buone relazioni fra gli stessi membri della comunità. 

#### Ordine divino e naturale
Il tomismo esclude la possibilità di antinomie inevitabili fra il diritto umano e quello divino, sulla base della comune causa prima del Verbo rivelato e della natura creata, identificato con la Trinità di Dio.
In altre parole, i due ambiti non si collocano su un piano paritetico con rispettivi confini che escludano possibili sovrapposizioni e conflitti fra legge umana e divina, bensì su un rapporto di sovraordinazione della legge e dell'ordine divino che prevale su quello e naturale, tenuto a conformarsi ad esso. Le antinomie sono possibili, ma sempre evitabili o quanto superabili, dandosi sempre un modo di uniformare la legge umana a quella divina.

Tommaso d'Aquino teorizzò in questo senso l'esistenza di un diritto-dovere all'effettività della libertà di coscienza, che impone al fedele in Cristo il dovere etico di misconoscere e disobbedire a tutte quelle leggi umane che risultano in contrasto e inconciliabili con il primato della prescrizione religiosa. Il rifiuto può interessare singole norme di volta in volta valutate come tali, ovvero tradursi in una ribellione legittima e santa avverso l'autorità che li emana.
La teologia cattolica identifica Gesù con il Verbo, generato e increato, esistente immutabile da prima della creazione dell'universo visibile ed invisibile. Il Verbo comprende la Legge, le profezie e tutta la Verità rivelata da Dio mediante la parola e le opere del Suo Figlio unigenito. 

Il cristianesimo si caratterizza per la concretezza e umana "carnalità" della Legge divina del Figlio.

### Protestantesimo
Gran parte delle confessioni riformate hanno in alcuni casi una visione della chiesa meno gerarchizzata, promuovendo quindi visioni differenti e posizioni dialettiche all'interno della chiesa stessa, la stessa teologia nasce quindi dal basso, e, di conseguenza, anche la relazione della chiesa con le istituzioni.
Per questo motivo la maggior parte delle chiese protestanti ritiene non opportuno costringere anche coloro che non appartengono alla chiesa a seguire la propria visione etica, ritiene quindi sbagliato pretendere che i propri precetti etici siano recepiti come legge dal paese in cui la chiesa risiede.
Il Protestantesimo ha rafforzato il progetto di secolarizzazione della vita pubblica, sia civile che militare, iniziato con l'Illuminismo, teorizzando la capacità dell'uomo libero di raggiungere la verità mediante la sola ragione e a prescindere dalla fede, che in questo modo cessò di essere ritenuta l'elemento fondativo di un ordine sociale prospero, pacifico e stabile nel lungo termine.